# Viola Davis
Viola Davis (ur. 11 sierpnia 1965 w St. Matthews) – amerykańska aktorka i producentka filmowa, teatralna i telewizyjna.
Swoją karierę aktorską rozpoczęła od ról teatralnych. W 1996 roku została nominowana do nagrody Tony za drugoplanową rolę w sztuce Seven Guitars. W tym samym roku zadebiutowała na ekranie, grając rolę pielęgniarki w filmie Sedno sporu. W 2001 zdobyła nagrodę Tony za drugoplanową rolę w spektaklu King Hedley II. W 2008 zagrała drugoplanową rolę w filmie Wątpliwość, za którą otrzymała swoją pierwszą nominację do Oscara oraz Złotego Globu. W 2010 otrzymała drugą nagrodę Tony za pierwszoplanową rolę w sztuce Fences.
W 2011 otrzymała nagrodę Gildii Aktorów Ekranowych oraz Satelitę dla najlepszej aktorki w filmie Służące. W latach 2014–2020 grała rolę amerykańskiej prawniczki Annalise Keating w serialu Sposób na morderstwo. W 2016 zagrała w filmie Płoty i otrzymała swojego pierwszego Oscara oraz Złoty Glob. W 2018 stworzyła nową wersję ilustrowanej książki dla dzieci pt. Corduroy. W kolejnych latach zagrała w filmach: Wdowy (2018), Ma Rainey: Matka bluesa (2020), Legion samobójców: The Suicide Squad (2021) oraz The Woman King (2022). W 2022 wydała swoją biografię Finding Me.
W swojej karierze Viola Davis otrzymała dużą liczbę wyróżnień. Jest m.in. laureatką: Oscara (pośród 4 nominacji), Złotego Globa (pośród 7 nominacji), nagrody Primetime Emmy (pośród 5 nominacji), 6 nagród Gildii Aktorów Ekranowych (11 nominacji), nagrody BAFTA (pośród 4 nominacji) oraz dwóch nagród Tony (pośród 3 nominacji). W 2016 po otrzymaniu Oscara stała się laureatką Potrójnej Korony Aktorstwa. W 2023 otrzymała również nagrodę Grammy, co czyni ją jedną z osób, które otrzymały EGOT. W 2017 otrzymała gwiazdę w Hollywood Walk of Fame. Magazyn Time dwukrotnie umieścił ją na liście 100 najbardziej wpływowych osób na świecie (2012 i 2017), a w 2020 dziennik The New York Times umieścił ją na dziewiątym miejscu listy najlepszych aktorów XXI. wieku.

## Życiorys

### Wczesne życie i edukacja
Viola Davis urodziła się 11 sierpnia 1965 w St. Matthews na terenie stanu Karolina Południowa. Jest jedną z szóstki dzieci Mary Alice (z domu Logan) i Dana Davisa. Jej matka pracowała w fabryce, później była gospodynią domową, ojciec zaś zajmował się na co dzień trenowaniem koni. Jednym z kuzynów Davis jest aktor Mike Colter.
W październiku 1965 rodzina Davis przeprowadziła do Central Falls w stanie Rhode Island, gdzie ukończyła Central Falls High School. Aktorstwem zainteresowała się w młodości i po ukończeniu liceum, dzięki wsparciu programu Upward Bound, rozpoczęła studia aktorskie na Rhode Island College, które ukończyła w 1988. Następnie po czterech latach ukończyła The Juilliard School.

### Kariera

#### 1992–2010: Początki, sukces teatralny oraz wstępna kariera kinowa

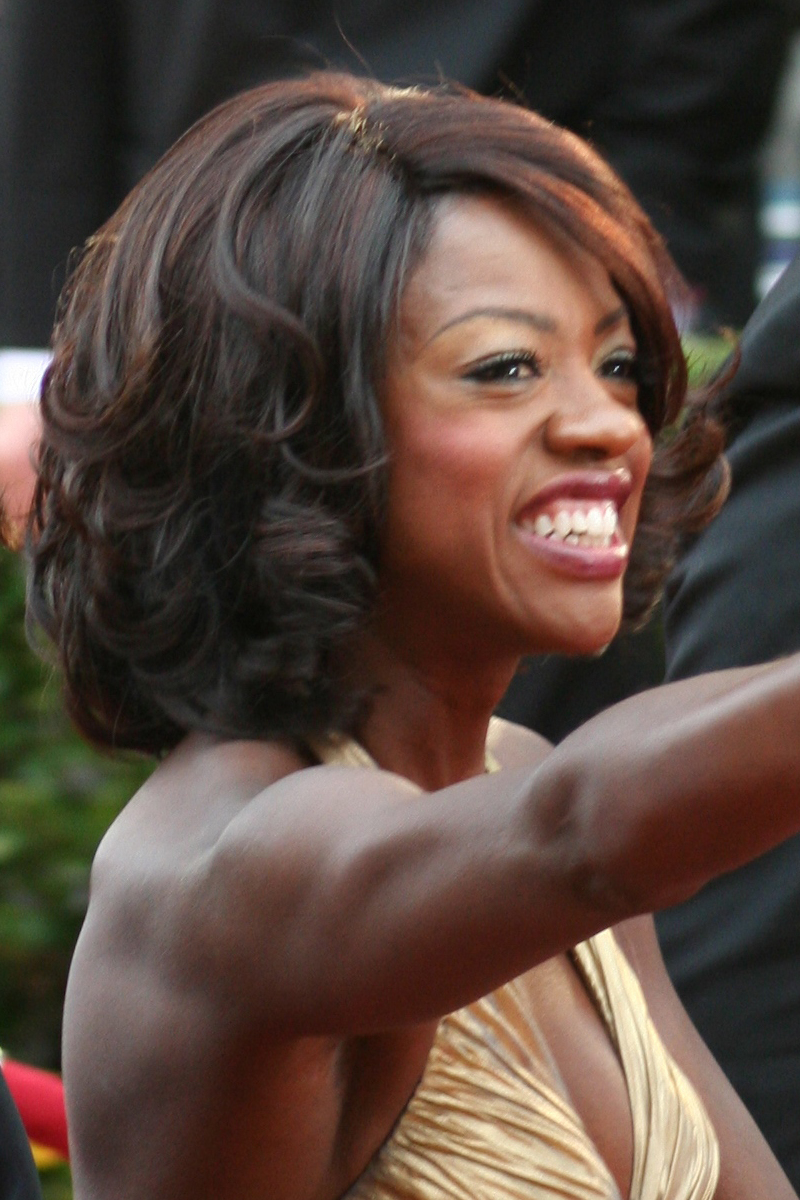
Viola Davis na 81. ceremonii wręczenia Oscarów, podczas której była nominowana do Nagrody Akademii w kategorii Najlepsza aktorka drugoplanowa

Po ukończeniu studiów Viola Davis rozpoczęła pracę przy spektaklu na podstawie dzieła Szekspira pt. As You Like It, gdzie zagrała rolę Denis. W 1996 Davis miała swój debiut na scenie Broadway w oryginalnym spektaklu Seven Guitars. Oficjalna premiera dzieła odbyła się w Walter Kerr Theatre, a Davis zagrała w sztuce Verę. Rola w spektaklu spotkała się z pozytywnymi recenzjami, a sama Davis otrzymała swoje pierwsze nominacje do nagrody Tony oraz Drama Desk, w kategorii najlepszej aktorki drugoplanowej. W tym samym roku aktorka po raz pierwszy zagrała rolę w filmie kinowym, wcielając się w rolę pielęgniarki na potrzeby filmu Sedno sporu, w reżyserii Daniela J. Sullivana. W 1996 Davis zagrała również swoją pierwszą rolę serialową, pojawiając się jako epizodyczna postać w odcinku serialu Oblicza Nowego Jorku. W latach 1997–1999 wystąpiła m.in. w: filmie Co z oczu, to z serca i spektaklu A Raisin in the Sun, filmie Wojna w Pentagonie oraz sztuce Monologi waginy.
W 2001 Viola Davis otrzymała uznanie za swoją rolę w spektaklu King Hedley II, w którym Davis wcieliła się w pierwszoplanową rolę Tonyi. Aktorka została wyróżniona nagrodą Tony oraz Drama Desk Award. W 2004 zagrała rolę w sztuce Intimate Apparel, za którą po raz drugi otrzymała Drama Desk Award. W latach 2001–2007 zagrała m.in. w filmie: Solaris, Kate i Leopold, Antwone Fisher, Daleko od nieba, Zimny jak głaz oraz World Trade Center. 30 października 2008 doszło do premiery filmu Wątpliwość, w którym drugoplanową rolę Pani Miller zagrała Viola Davis. Aktorka za rolę w produkcji została nominowana do wielu nagród, w tym do: Oscara, Złotego Globa, Nagrody Gildii Aktorów Ekranowych oraz Critics’ Choice Movie Award. 30 sierpnia 2009 Viola Davis została oficjalnym członkiem Amerykańskiej Akademii Sztuki i Wiedzy Filmowej.
W kwietniu 2010 miała miejsce premiera sztuki Fences, gdzie Viola Davis zagrała rolę Rose Maxson, obok Denzela Washingtona. Rola w spektaklu przyniosła Davis nagrodę Tony dla najlepszej aktorki pierwszoplanowej w sztuce. Tym samym Davis stała się drugą ciemnoskórą kobietą, która otrzymała takie wyróżnienie.

#### 2011–2017: Sposób na morderstwo i Płoty
10 sierpnia 2011 doszło do premiery filmu Służące, adaptacji bestsellerowej powieści pod tym samym tytułem, gdzie Viola Davis zagrała rolę Aibileen Clark, grając u boku Emmy Stone i Jessiki Chastain. Za rolę otrzymała nagrodę Gildii Aktorów Ekranowych oraz Satelitę dla najlepszej aktorki w filmie fabularnym. Dodatkowo otrzymała nominację do: Nagrody Akademii, Złotego Globa oraz nagrody BAFTA. W 2012 Viola Davis została uwzględniona na liście 100 najbardziej wpływowych osób na świecie według magazynu Time. W tym samym roku otrzymała tytuł aktorki roku według czasopisma Glamour.

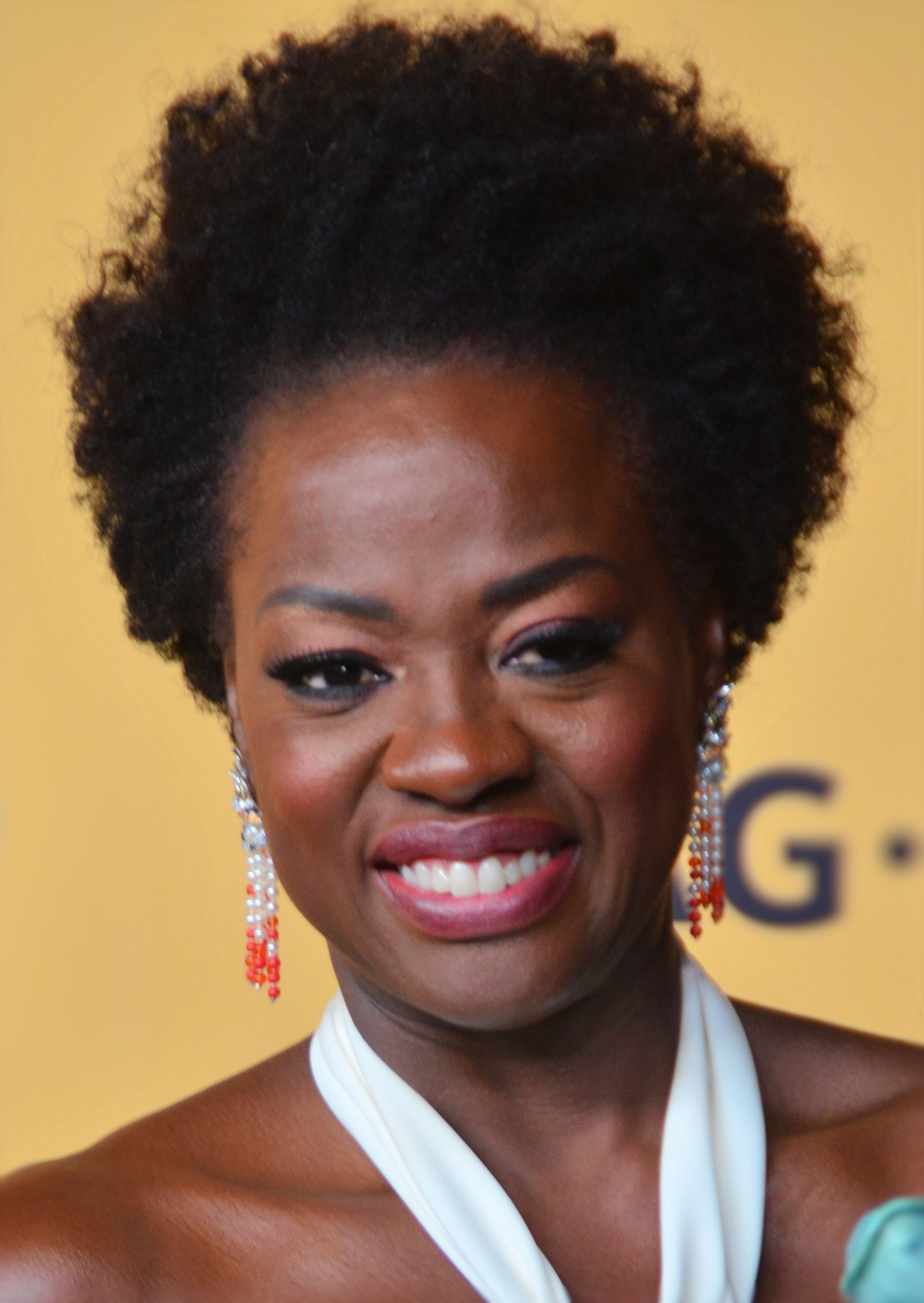
Viola Davis podczas rozdania Nagród Gildii Aktorów Ekranowych w 2015

25 września 2014 doszło do światowej premiery serialu Sposób na morderstwo, który był emitowany przez stację ABC. W serialu główną rolę, czyli postać amerykańskiej prawniczki Annalise Keating, zagrała Viola Davis. Produkcja trwała do 2020, a sam serial zdobył bardzo dobre recenzje m.in. dzięki grze aktorskiej Violi Davis. Sama aktorka otrzymała za rolę w serialu: nagrodę Primetime Emmy Award (dodatkowo 3 nominacje), dwie nagrody Gildii Aktorów Ekranowych oraz dwie nominacje do Złotego Globu. W 2018 Davis wystąpiła gościnnie w roli Annalise Keating, w jednym odcinku siódmego sezonu serialu Skandal, a jej występ został nominowany do Nagrody Emmy.
W 2016 Viola Davis zagrała w filmie Płoty, czyli ekranizacji spektaklu z 2010, w którym Davis zagrała rolę Rose Maxson. Reżyserem filmu oraz partnerem ekranowym Davis został Denzel Washington. Za drugoplanową rolę w filmie Davis otrzymała m.in.: Oscara, nagrodę BAFTA, Złotego Globa, Nagrodę Gildii Aktorów Ekranowych oraz Critics’ Choice Movie Award. W związku z otrzymaniem Nagrody Akademii Davis stała się dwudziestą trzecią osobą, która została laureatem Potrójnej Korony Aktorstwa. W 2017 otrzymała gwiazdę w Hollywood Walk of Fame oraz tytuł artysty roku według Harvard University. Dodatkowo w tym samym roku po raz drugi w swoim życiu pojawiła się na liście 100 najbardziej wpływowych osób na świecie według magazynu Time.

#### Od 2018: kolejne sukcesy aktorskie, literatura oraz EGOT
4 września 2018 doszło do premiery nowej wersji ilustrowanej książki dla dzieci pt. Corduroy, która została stworzona przez Violę Davis. W 2018 Davis zagrała w filmie Wdowy, a za drugoplanową rolę otrzymała nominację do nagrody BAFTA. 25 listopada 2020 doszło do premiery filmu Ma Rainey: Matka bluesa. Viola Davis zagrała w nim tytułową rolę piosenkarki Ma Rainey. Za główną rolę w filmie otrzymała nominację do: Oscara, Złotego Globa oraz Nagrody Gildii Aktorów Ekranowych. Dzięki czwartej nominacji do Nagrody Akademii została najczęściej nominowaną do Oscara osobą czarnoskórą.
W maju 2022 Viola Davis została uhonorowana nagrodą Cannes Women In Motion, podczas 75. Międzynarodowego Festiwalu Filmowego w Cannes. 16 września 2022 doszło do premiery filmu Królowa wojownik (ang. The Woman King), który obrazuje Agojie, czyli żeńską jednostkę wojowników, która chroniła zachodnioafrykańskie królestwo Dahomej w XVII–XIX wieku. Viola Davis zagrała w nim pierwszoplanową rolę Naniscy oraz została producentem filmu. Za rolę otrzymała nominację do Złotego Globu, nagrody BAFTA, oraz nagrody Gildii Aktorów Ekranowych. Dodatkowo została wyróżniona za produkcję filmu przez National Board of Review oraz Black Reel Awards.
W 2022 Viola Davis wydała swoją biografię Finding Me. Wraz z książką Davis wydała audiobook, który otrzymał pozytywne recenzje i został wyróżniony m.in. NAACP Image Award oraz Audie Award. Podczas 65. Ceremonii wręczenia nagród Grammy Viola Davis otrzymała statuetkę w kategorii najlepszy audiobook i tym samym stała się osiemnastą osobą, która wygrała Oscara, Emmy, Grammy i Tony („EGOT”). W 2023 została wyróżniona Nagrodą Przewodniczącego na Międzynarodowym Festiwalu Filmowym w Palm Springs.
W 2025 została laureatką nagrody im. Cecila B. DeMille’a

## Życie prywatne
Od 2003 roku związana z Juliusem Tennonem. W 2011 para adoptowała dziewczynkę o imieniu Genesis.

## Filmografia
Filmy fabularne
- 1996: Sedno sporu (The Substance of Fire) jako pielęgniarka
- 1998: Wojny w Pentagonie (The Pentagon Wars) jako sekretarka Burtona
- 1998: Grace i Glorie (Grace and Glorie) jako Rosemary Allbright
- 1998: Co z oczu, to z serca (Out of Sight) jako Moselle Miller
- 2000: Traffic jako pracownik socjalny
- 2001: Amy i Isabelle (Amy & Isabelle) jako Dottie
- 2001: Kate i Leopold (Kate & Leopold) jako policjantka
- 2001: Z kozetki na fotel (The Shrink Is In) jako Robin
- 2002: Antwone Fisher jako Eva May
- 2002: Solaris jako Gordon
- 2002: Daleko od nieba (Far from Heaven) jako Sybil
- 2005: Zimny jak głaz (Stone Cold) jako Molly Crane
- 2005: Get Rich or Die Tryin’ jako babcia
- 2006: Jesse Stone: Śmierć w raju (Jesse Stone: Death in Paradise) jako Molly Crane
- 2006: Life Is Not a Fairytale: The Fantasia Barrino Story jako Diane Barrino
- 2006: World Trade Center jako matka w szpitalu
- 2006: Architekt (The Architect) jako Tonya Neeley
- 2006: Jesse Stone: Nocne przejście (Jesse Stone: Night Passage) jako Molly Crane
- 2007: Jesse Stone: Sea Change jako Molly Crane
- 2007: Niepokój (Disturbia) jako detektyw Parker
- 2008: Noce w Rodanthe (Nights in Rodanthe) jako Jean
- 2008: Wątpliwość (Doubt) jako pani Miller
- 2009: Stan gry (State of Play) jako doktor Judith Franklin
- 2009: Prawo zemsty (Law Abiding Citizen) jako burmistrz Filadelfii
- 2009: Madea Goes to Jail jako Ellen
- 2009: Beyond All Boundaries jako Hortense Johnson (głos)
- 2010: The Unforgiving Minute jako narrator
- 2010: Pożegnanie z niewinnością (Trust) jako Gail Friedman
- 2010: Jedz, módl się, kochaj (Eat Pray Love) jako Delia Shiraz
- 2010: Całkiem zabawna historia (It’s Kind of a Funny Story) jako doktor Eden Minerva
- 2010: Wybuchowa para (Knight and Day) jako dyrektor George
- 2011: Służące (The Help) jako Aibileen Clark
- 2011: Strasznie głośno, niesamowicie blisko (Extremely Loud and Incredibly Close) jako Abby Black
- 2011: A Poem Is... jako narrator (głos)
- 2012: Bez kompromisów (Won’t Back Down) jako Nona Alberts
- 2013: Zniknięcie Eleonory Rigby: Ona (The Disappearance of Eleanor Rigby: Her) jako profesor Lillian Friedman
- 2013: Zniknięcie Eleonory Rigby: On (The Disappearance of Eleanor Rigby: Him) jako profesor Lillian Friedman
- 2013: Piękne istoty (Beautiful Creatures) jako Amma
- 2013: Gra Endera (Ender’s Game) jako burmistrz Gwen Anderson
- 2013: Labirynt (Prisoners) jako Nancy Birch
- 2014: Get on Up: Historia Jamesa Browna (Get on Up) jako Susie Brown
- 2014: Zniknięcie Eleonory Rigby: Oni (The Disappearance of Eleanor Rigby: Them) jako profesor Lillian Friedman
- 2015: Lila & Eve jako Lila
- 2015: Haker (Blackhat) jako Carol Barrett
- 2016: Legion samobójców (Suicide Squad) jako Amanda Waller
- 2016: Custody jako sędzia Martha Schulman
- 2016: Płoty (Fences) jako Rose Maxson
- 2018: Wdowy (Widows) jako Veronica
- 2019: Troop Zero jako Rayleen
- 2020: Ma Rainey: Matka bluesa jako Ma Rainey
- 2021: Legion samobójców: The Suicide Squad (The Suicide Squad) jako Amanda Waller
- 2021: Niewybaczalne (The Unforgivable) jako Liz Ingram
- 2022: Królowa wojownik jako Nanisca
- 2022: Black Adam  jako Nanisca
- 2023: Air jako Deloris Jordan
- 2023: Igrzyska śmierci: Ballada ptaków i węży jako Volumina Gaul

Seriale telewizyjne
- 1993–2005: Nowojorscy gliniarze (NYPD Blue) jako kobieta (gościnnie)
- 1994–1998: Ulice Nowego Jorku (New York Undercover) jako pani Stapleton (gościnnie)
- 1997–2004: Kancelaria adwokacka (The Practice) jako Aisha Crenshaw (gościnnie)
- 1999: Prawo i bezprawie (Law & Order: Special Victims Unit) jako Donna Emmett (gościnnie)
- 1999–2002: Powrót do Providence (Providence) jako dr Eleanor Weiss (gościnnie)
- 1999–2005: Potyczki Amy (Judging Amy) jako Celeste (gościnnie)
- 2000: CSI: Kryminalne zagadki Las Vegas (CSI: Crime Scene Investigation) jako Adwokat Campbell (gościnnie)
- 2000: City of Angels jako siostra Lynnette Peeler
- 2001–2004: Babski oddział (The Division) jako dr Georgia (gościnnie)
- 2001–2004: Obrońca (The Guardian) (gościnnie)
- 2001: Prawo i porządek: Zbrodniczy zamiar (Law & Order: Criminal Intent) jako Terry Randolph (gościnnie)
- 2002–2004: Nocny kurs (Hack) jako Stevie Morgan (gościnnie)
- 2004: Century City jako Hannah Crane
- 2006: Bracia i siostry (Brothers & Sisters) jako Ellen Snyder (gościnnie)
- 2006: Bez śladu (Without a Trace) jako Audrey Williams
- 2007: Podróżnik (Traveler) jako agent Jan Marlow
- 2008: Tajemnica Andromedy (The Andromeda Strain) jako dr Charlene Barton
- 2010: Wszystkie wcielenia Tary (United States of Tara) jako Lynda P. Frazier
- 2013: Jej Wysokość Zosia (Sofia the First) jako Helen Hanshaw (głos)
- 2014–2018: Sposób na morderstwo (How to Get Away with Murder) jako profesor Annalise Keating
- 2018: Skandal (Scandal) jako Annalise Keating
- 2019: Live in Front of a Studio Audience jako Florida Evans
- 2022: Peacemaker jako Amanda Waller
- 2022: Pierwsza dama jako Michelle Obama

## Nagrody
| Nagroda                               | Rok  | Dzieło                  | Kategoria                                              | Rezultat  | Przypis |
| ------------------------------------- | ---- | ----------------------- | ------------------------------------------------------ | --------- | ------- |
| Nagroda Akademii (Oscar)              | 2009 | Wątpliwość              | Najlepsza aktorka drugoplanowa                         | Nominacja | [ 74 ]  |
| Nagroda Akademii (Oscar)              | 2012 | Służące                 | Najlepsza aktorka pierwszoplanowa                      | Nominacja | [ 74 ]  |
| Nagroda Akademii (Oscar)              | 2017 | Płoty                   | Najlepsza aktorka drugoplanowa                         | Wygrana   | [ 74 ]  |
| Nagroda Akademii (Oscar)              | 2021 | Ma Rainey: Matka bluesa | Najlepsza aktorka pierwszoplanowa                      | Nominacja | [ 74 ]  |
| Nagrody Brytyjskiej Akademii Filmowej | 2012 | Służące                 | Najlepsza aktorka pierwszoplanowa                      | Nominacja | [ 75 ]  |
| Nagrody Brytyjskiej Akademii Filmowej | 2017 | Płoty                   | Najlepsza aktorka drugoplanowa                         | Wygrana   | [ 75 ]  |
| Nagrody Brytyjskiej Akademii Filmowej | 2019 | Wdowy                   | Najlepsza aktorka pierwszoplanowa                      | Nominacja | [ 75 ]  |
| Nagrody Brytyjskiej Akademii Filmowej | 2023 | The Woman King          | Najlepsza aktorka pierwszoplanowa                      | Nominacja | [ 75 ]  |
| Nagroda Emmy                          | 2015 | Sposób na morderstwo    | Wybitna aktorka w serialu dramatycznym                 | Wygrana   | [ 45 ]  |
| Nagroda Emmy                          | 2016 | Sposób na morderstwo    | Wybitna aktorka w serialu dramatycznym                 | Nominacja | [ 45 ]  |
| Nagroda Emmy                          | 2017 | Sposób na morderstwo    | Wybitna aktorka w serialu dramatycznym                 | Nominacja | [ 45 ]  |
| Nagroda Emmy                          | 2018 | Skandal                 | Wybitna aktorka gościnna w serialu dramatycznym        | Nominacja | [ 45 ]  |
| Nagroda Emmy                          | 2019 | Sposób na morderstwo    | Wybitna aktorka w serialu dramatycznym                 | Nominacja | [ 45 ]  |
| Nagroda Grammy                        | 2023 | Finding Me              | Najlepsze nagranie mówione, dokumentalne lub fabularne | Wygrana   | [ 76 ]  |
| Nagrody Gildii Aktorów Ekranowych     | 2009 | Wątpliwość              | Wybitna aktorka drugoplanowa                           | Nominacja | [ 77 ]  |
| Nagrody Gildii Aktorów Ekranowych     | 2009 | Wątpliwość              | Wybitny występ zespołu aktorskiego w filmie kinowym    | Nominacja | [ 77 ]  |
| Nagrody Gildii Aktorów Ekranowych     | 2012 | Służące                 | Wybitna aktorka pierwszoplanowa                        | Wygrana   | [ 78 ]  |
| Nagrody Gildii Aktorów Ekranowych     | 2012 | Służące                 | Wybitny występ zespołu aktorskiego w filmie kinowym    | Wygrana   | [ 78 ]  |
| Nagrody Gildii Aktorów Ekranowych     | 2015 | Sposób na morderstwo    | Wybitna aktorka w serialu dramatycznym                 | Wygrana   | [ 46 ]  |
| Nagrody Gildii Aktorów Ekranowych     | 2016 | Sposób na morderstwo    | Wybitna aktorka w serialu dramatycznym                 | Wygrana   | [ 47 ]  |
| Nagrody Gildii Aktorów Ekranowych     | 2017 | Płoty                   | Wybitna aktorka drugoplanowa                           | Wygrana   | [ 79 ]  |
| Nagrody Gildii Aktorów Ekranowych     | 2017 | Płoty                   | Wybitny występ zespołu aktorskiego w filmie kinowym    | Nominacja | [ 79 ]  |
| Nagrody Gildii Aktorów Ekranowych     | 2021 | Ma Rainey: Matka bluesa | Wybitna aktorka pierwszoplanowa                        | Wygrana   | [ 80 ]  |
| Nagrody Gildii Aktorów Ekranowych     | 2021 | Ma Rainey: Matka bluesa | Wybitny występ zespołu aktorskiego w filmie kinowym    | Nominacja | [ 80 ]  |
| Nagrody Gildii Aktorów Ekranowych     | 2023 | The Woman King          | Wybitna aktorka pierwszoplanowa                        | Nominacja | [ 81 ]  |
| Nagroda Tony                          | 1996 | Seven Guitars           | Najlepsza aktorka drugoplanowa w sztuce                | Nominacja | [ 82 ]  |
| Nagroda Tony                          | 2001 | King Hedley II          | Najlepsza aktorka drugoplanowa w sztuce                | Wygrana   | [ 83 ]  |
| Nagroda Tony                          | 2010 | Fences                  | Najlepsza aktorka pierwszoplanowa w sztuce             | Wygrana   | [ 84 ]  |